# NGC 7550
NGC 7550 (również PGC 70830, UGC 12456 lub HCG 93A) – galaktyka eliptyczna (E-S0), znajdująca się w gwiazdozbiorze Pegaza. Odkrył ją William Herschel 18 września 1784 roku. Jest to galaktyka z aktywnym jądrem typu LINER. Wraz z sąsiednią NGC 7549 stanowi obiekt Arp 99 w Atlasie Osobliwych Galaktyk Haltona Arpa. Należy też do zwartej grupy galaktyk Hickson 93 (HCG 93).